# Lampyroidea syriaca
Lampyroidea syriaca là một loài bọ cánh cứng trong họ Đom đóm (Lampyridae). Loài này được A. Costa miêu tả khoa học năm 1875.